# ادموند جیمز دو روتشیلد

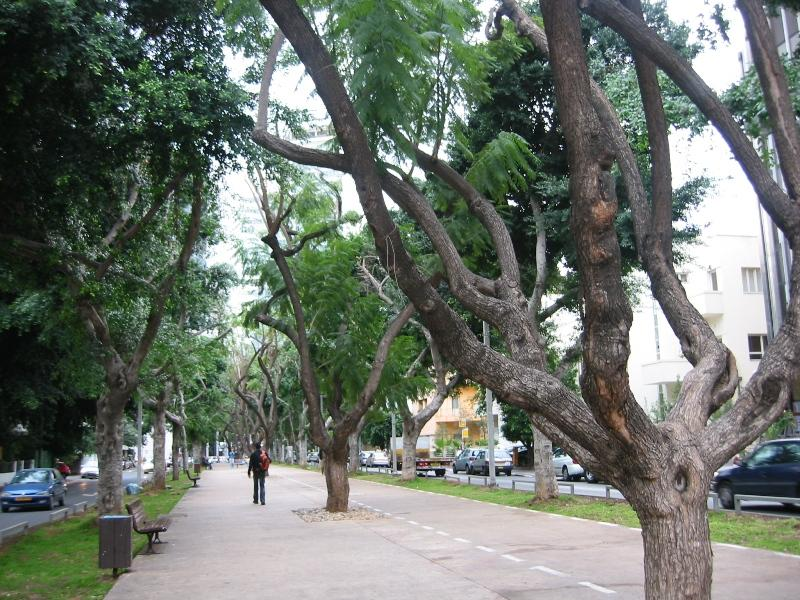
بلوار روتشیلد در یکی از تاریخی‌ترین و گران‌ترین مناطق شهر تل‌آویو، به افتخار بارون ادموند جیمز دو روتشیلد نام‌گذاری شده‌است.

بارون ادموند جیمز دو روتشیلد (انگلیسی: Edmond James de Rothschild؛ ۱۹ اوت ۱۸۴۵ – ۲ نوامبر ۱۹۳۴) بانک‌دار، کارآفرین و نیکوکار یهودی‌تبار فرانسوی و از حامیان اولیه جنبش صهیونیسم بود. وی برای سرعت‌بخشیدن به مهاجرت یهودیان به سرزمین‌های فلسطینی، شهرک ریشون لتسیون را تاسیس کرد. 